# Элок
Элок (до 31 июля 2023 года – Иляк, Илак) — река в Таджикистане, протекающая по территории районов республиканского подчинения. Самый крупный левый приток реки Кафирниган.
Длина — 97 километров, площадь бассейна — 829 км². Средневзвешенная высота водосбора — 1670 м. Среднеквадратичное отклонение — 470 м. Среднесуточный расход воды — 40,0 м³/с.

## География
Начало берёт из родника, расположенного на южном склоне Каратегинского хребта в посёлке Элок. Питание осуществляет за счёт грунтовых вод и осадков. Используется для орошения плодородных земель и водоснабжения населения.
Согласно данным справочника «Ресурсы поверхностных вод СССР» (1971) густой травяной покров, субальпийские и альпийские луга занимают 86,3 % от общей площади бассейна Иляк. Леса, заросли кустарника и редколесье — 33,0 %. Скалистые обнажения, осыпи, ледники и фирновые поля — 7,2 %. Площадь бассейна с преобладанием горных пород делится следующим образом:
1. Мелкозём, суглинки, супеси, суглинистые и супесчаные отложения — 30,0 %
2. Галечники и пески — 3 %
3. Сланцы, глины, алевролиты — 20 %
4. Песчаники, конгломераты — 5 %
5. Карбонаты, глины, мергели, известняки, доломиты, соли — 17 %
6. Интрузивы, эффузивы, метаморфические — 25,0 %

## Гидрография
Количество рек протяжённостью менее 10 км расположенных в бассейне Иляк — 153, их общая длина составляет 357 км. Площадь водосбора — 829 км², у села Наобад-Боло — 516 км². Среднесуточный расход воды — 40 м³/с, срочный расход воды — 183 м³/с. Максимальный расход — 402 м³/с (23.11.1952), минимальный — 25,7 м³/с (16.03.1939).
Коэффициент внутригодового стока — 0,9. Месяц с наибольшим стоком — апрель. 7 % от годового стока приходится на период с июля по сентябрь. Тип питания — снего-дождевое.

### Комментарии
1. ↑  отношение величины стока за период июль-сентябрь к величине стока за период март-июнь